# Sharks d'Antibes
Pour les articles homonymes, voir Sharks (homonymie).
Maillots
Actualités
Les Sharks d'Antibes (anciennement Olympique d'Antibes-Juan-les-Pins Côte  d'Azur Basket jusqu'en 2012) est un club français de basket-ball triple champion de France 1970, 1991 et 1995 évoluant en Pro B, le deuxième niveau français. Le club est basé dans la ville d'Antibes dans le département des Alpes-Maritimes.
De grands joueurs ont marqué l'histoire du club comme David Rivers, Micheal Ray Richardson, Laurent Foirest, Stéphane Ostrowski ou encore Willie Redden.

## Historique

### Les débuts (1933-1982)
Le basket-ball prend réellement son essor à Antibes dans les années 1950-1960. En 1970, l'équipe remporte le championnat de France de Nationale 1 (1re division) grâce à des joueurs d'exception comme Jean-Claude Bonato, Dan Rodriguez ou Jacques Cachemire.
Au début des années 1980, Antibes enchaîne deux saisons moyennes en finissant neuvième en 1981 et septième en 1982.

### Une période dorée (1982-1996)

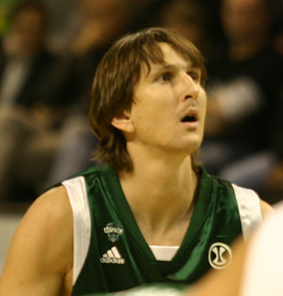
Laurent Foirest, champion de France en 1991 et 1995 avec Antibes

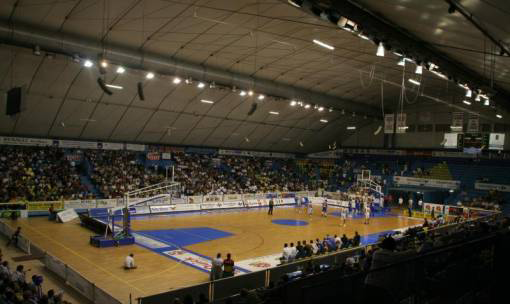
La salle Jean-Bunoz où a évolué le club entre 1991 et 2009

L'équipe dirigée par l'entraîneur yougoslave Djordje Andrijašević se révèle réellement en 1984 avec une place de vice-champion de France et une demi-finale de la Coupe Korać de basket-ball. On retrouve alors sous les couleurs de l'OAJLP des joueurs de renom tels que Daniel Haquet, Bob Morse, Allen Bunting ou Harold Johnson qui termine la saison en tant que meilleur rebondeur avec une moyenne de 11,8.
En 1986, Antibes ré-édite la performance de se qualifier pour la demi-finale de la coupe Korać et Allen Bunting est élu meilleur défenseur de la saison.
Après le départ de Djordje Andrijašević pour Caen, Jean-Claude Bonato entraîne l'équipe pendant deux saisons avant de céder la place à Jacques Monclar. En 1987, l'ailier antibois Bill Varner reçoit le titre de MVP.
Au début des années 1990, Antibes domine le basket français aux côtés de Limoges et Pau-Orthez et remporte le championnat de France de Pro A en 1991. Après une finale perdue en 1994, l'OAJLP décroche en 1995 un troisième titre de Pro A et atteint les demi-finale de la Coupe d'Europe Saporta en compagnie de joueurs exceptionnels comme Laurent Foirest, Willie Redden, Micheal Ray Richardson. En 1996, Antibes se classe 4e de la saison régulière et est éliminé en demi-finale de play-off face à Pau-Orthez. Cette bonne saison est la dernière avant une longue période d'échecs.

### Les relégations et une reconstruction compliquée (1996-2012)

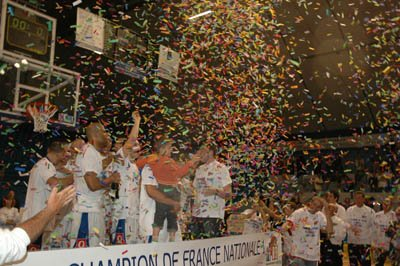
Antibes Champion de Nationale 1 en 2008

Entre 1996 et 2001, le club ne parvient plus à se qualifier pour les play-offs de Pro A.
En 2002, malgré un maintien sportif acquis, l'OAJLP est rétrogradé pour manque de garanties financières. Le club a ensuite connu des années difficiles en Pro B. En 2006, un nouvel élan est donné pour relancer le club, mais en raison de la réduction du nombre de clubs dans l'élite, le club est rétrogradé en NM1 pour la saison 2007-2008 à la suite de sa seizième place sur dix-huit.
Dès le début de la saison, l'OAJLP Basket impose son style de jeu en remportant des victoires.
À deux matchs de la fin de la saison, l'OAJLP est sacré champion de France de NM1 sur son parquet en gagnant face à Toulouges (81 - 58) et obtient la récompense d'équipe fair-play de la saison (tous championnats confondus).
Le retour en Pro B est difficile. L'équipe s'installe dans le bas du classement durant 4 saisons et évite de peu la relégation en 2010.

### La renaissance (depuis 2012)
Pour saison 2013, Antibes affiche de nouvelles ambitions dans un championnat de Pro B où les autres favoris sont Pau-Orthez, Hyères Toulon, deux clubs relégués de Pro A, et Bourg-en-Bresse.

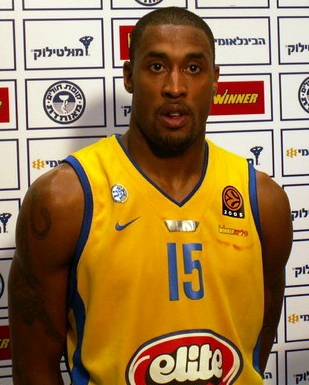
Will Solomon, vainqueur des play-offs Pro B 2015 avec Antibes

Le club termine la phase régulière à la cinquième place. Opposés à Boulogne-sur-mer lors du premier tour des play-offs, les Antibois s'imposent en trois manches, 98 à 95 après deux prolongations lors de la manche décisive disputée sur le parquet de leurs adversaires. Lors du tour suivant, ils sont opposés à Pau-Orthez, assuré de retrouver la Pro A à la suite de sa première place lors de la phase régulière. Après s'être imposé sur le parquet de son adversaire, Antibes confirme à domicile en s'imposant 83 à 79 après deux prolongations et obtient sa place en finale où ils rencontrent le club de Champagne Châlons Reims Basket. Les Sharks d'Antibes deviennent champions de France de Pro B après deux victoires, 70 à 73 et 83 à 73, face à Champagne Châlons Reims Basket et accèdent à la Pro A.

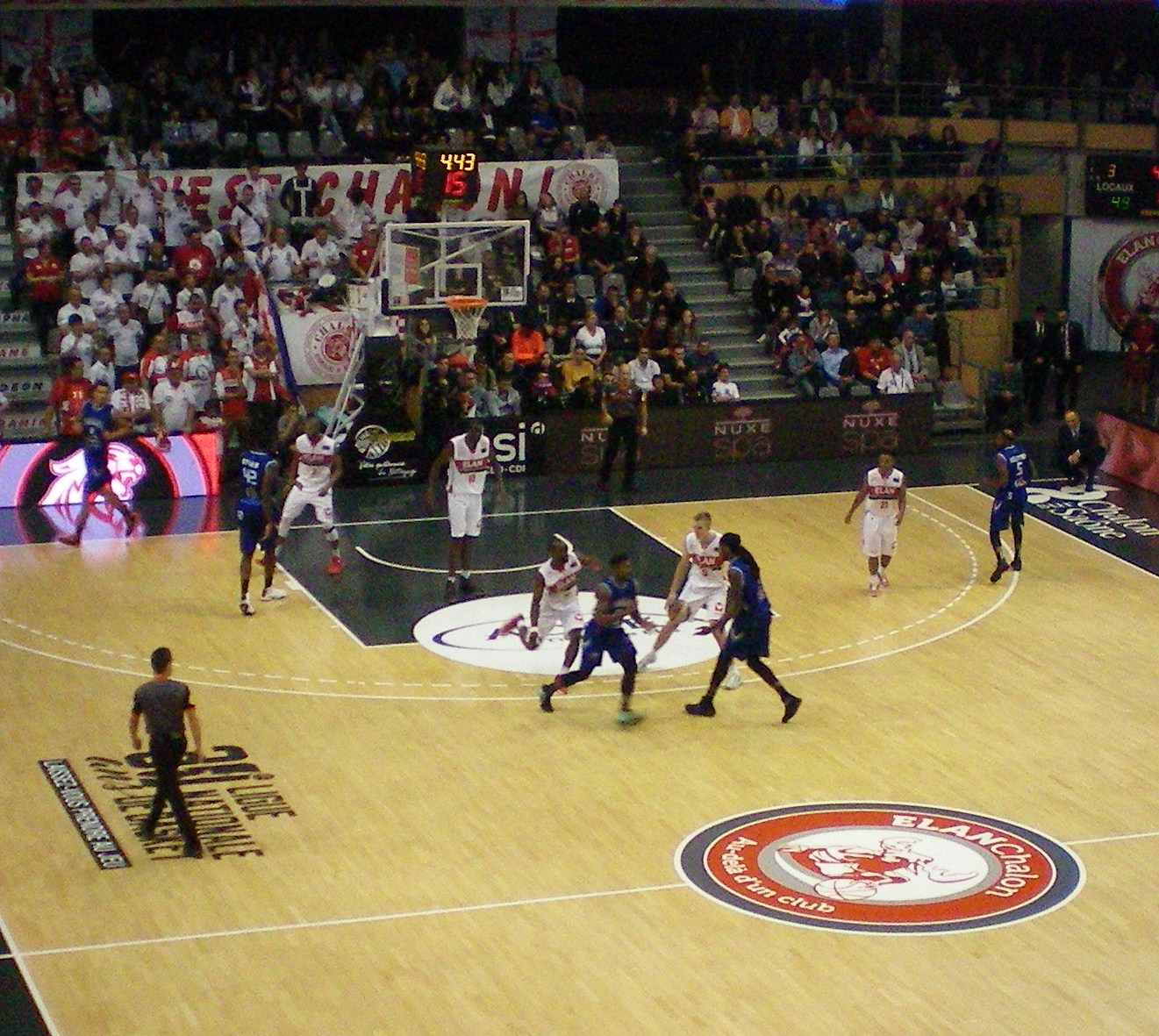
Antibes lors d'une phase d'attaque lors du match Élan Chalon - Antibes en 2016

Antibes manque son grand retour dans l'élite, ne parvenant jamais à sortir de la zone de relégation. Malgré des joueurs comme Raphaël Desroses, Nicolas de Jong ou encore l'ancien joueur NBA Will Solomon, l'équipe se classe à la dernière place de Pro A avec un bilan de 6 victoires et 24 défaites. En février 2014 une nouvelle équipe arrive avec à la direction du club. Freddy Tacheny, nouvel actionnaire majoritaire, est président du Conseil d'administration de la SA OAJLP. Frédéric Jouve est nommé vice-président directeur général. La direction élabore un plan "SHARKS 2020" consistant à replacer ce club historique du basket-ball français dans la première partie du classement du championnat de France Pro A.

Les Sharks réussissent leur saison 2015 en se classant 6e et en remportant, le 22 février 2015, la première édition de la Leaders Cup de Pro B et deviennent le premier club qualifié pour la phase finale des playoffs. Ils remportent la finale des playoffs en deux manches face à Denain après avoir éliminé successivement Nantes et Le Portel. Les Antibois retrouvent ainsi l'élite, une année seulement après l'avoir quittée.
Antibes signe une saison 2015-2016 plutôt réussie pour son retour en Pro A en se classant douzième, assurant ainsi sa présence dans le championnat lors de la saison 2016-2017.

## Palmarès
| Compétitions nationales | Compétitions internationales                                                                    |
| Championnat de France de 1re division - Champion (3) : 1970, 1991 et 1995 - Vice-champion (4) : 1970, 1984, 1990 et 1994 Championnat de France de 2e division - Champion (3) : 1951, 1968, et 2013 Championnat de France de 3e division - Champion (1) : 2008 Playoffs d'accession de Pro B - Vainqueur (1) : 2015 Leaders Cup Pro B - Vainqueur (1) : 2015 Coupe de France - Demi-finaliste (6) : 1963, 1967, 1969, 1983, 2007 et 2017 | Coupe Korać - Demi-finaliste (3) : 1972, 1984 et 1986 Coupe Saporta - Demi-finaliste (1) : 1995 |
| Championnat de France de 1re division - Champion (3) : 1970, 1991 et 1995 - Vice-champion (4) : 1970, 1984, 1990 et 1994 Championnat de France de 2e division - Champion (3) : 1951, 1968, et 2013 Championnat de France de 3e division - Champion (1) : 2008 Playoffs d'accession de Pro B - Vainqueur (1) : 2015 Leaders Cup Pro B - Vainqueur (1) : 2015 Coupe de France - Demi-finaliste (6) : 1963, 1967, 1969, 1983, 2007 et 2017 | Compétitions de jeunes                                                                          |
| Championnat de France de 1re division - Champion (3) : 1970, 1991 et 1995 - Vice-champion (4) : 1970, 1984, 1990 et 1994 Championnat de France de 2e division - Champion (3) : 1951, 1968, et 2013 Championnat de France de 3e division - Champion (1) : 2008 Playoffs d'accession de Pro B - Vainqueur (1) : 2015 Leaders Cup Pro B - Vainqueur (1) : 2015 Coupe de France - Demi-finaliste (6) : 1963, 1967, 1969, 1983, 2007 et 2017 | Trophée du Futur - Vainqueur (2) : 1992 et 1993                                                 |

### Trophées et distinctions
| Officiels                                            |
| Challenge de l'Esprit Sportif - Vainqueur (1) : 2008 |

## Joueurs et personnalités du club

### Entraîneurs successifs
- 1969 - 1977 :  Egon Steuer (en)
- 1977 - 1986 :   Djordje Andrijašević
- 1986 - 1988 :  Jean-Claude Bonato
- 1988 - 1996 :  Jacques Monclar
- 1996 - 1997 :  Serge Provillard
- 1997 - 1998 :  Hervé Dubuisson
- 1998 - 1999 :  Michel Gomez
- 1999 - 2002 :  Jacques Monclar
- 2002 - 2005 :  Serge Provillard
- 2005 - 2006 :  Stéphane Ostrowski
- 2006 - 2007 :  Joël Delaby
- 2007 - 2011 :   Savo Vučević
- 2011 - 2012 :  Julien Espinosa
- 2012 - mi-mars 2013 :  Alain Weisz
- mi-mars 2013 - 2013 :  Julien Espinosa
- Octobre 2013 - Décembre 2013 :  Jean-Aimé Toupane
- Décembre 2013 - 2019 :  Julien Espinosa
- 2019-2020 :  Nikola Antić
- 2020-2021 :   Anthony Stanford[5]
- février 2021-décembre 2023 :  Daniel Goethals[6]
- depuis décembre 2023 :   JD Jackson[7]

### Joueurs célèbres ou marquants
- Jacques Cachemire
- Willie Redden
- JD Jackson
- Yann Mollinari
- Stéphane Ostrowski
- Jean-Claude Bonato
- Yann Bonato
- John Mc Cord
- Jean-Claude Lefebvre
- Philippe Baillet
- Henry Fields
- Billy Joe Williams
- David Ramseyer
- Laurent Foirest
- David Rivers
- Kennedy Winston
- Lesly Bengaber
- Micheal Ray Richardson
- Bob Morse
- Jacques Monclar
- Robert Smith
- Allen Bunting
- Nikola Dačević
- Larry O'Bannon
- Torrell Martin
- Daniel Haquet
- Thierry Rupert
- Boris Dallo
- Timothé Luwawu-Cabarrot
- Tim Blue
- Lee Johnson
- Georgy Adams

#### Présents au «Hall of Fame» des Sharks
| 4 | David Rivers : David Rivers, ancien back-up de Magic Johnson aux Los Angeles Lakers s’envole pour l’Europe en 1993. Direction Antibes pour deux saisons, où il est champion de France et MVP étranger en 1995. Statistiques 1993-1994: 36 minutes de jeu; 16,9 points; 3 rebonds; 6 passes décisives en 36 minutes. Statistiques en 1994-1995: 22,9 points; 3,9 rebonds; 5,8 passes décisives en 37 minutes. | David Rivers : David Rivers, ancien back-up de Magic Johnson aux Los Angeles Lakers s’envole pour l’Europe en 1993. Direction Antibes pour deux saisons, où il est champion de France et MVP étranger en 1995. Statistiques 1993-1994: 36 minutes de jeu; 16,9 points; 3 rebonds; 6 passes décisives en 36 minutes. Statistiques en 1994-1995: 22,9 points; 3,9 rebonds; 5,8 passes décisives en 37 minutes. | David Rivers : David Rivers, ancien back-up de Magic Johnson aux Los Angeles Lakers s’envole pour l’Europe en 1993. Direction Antibes pour deux saisons, où il est champion de France et MVP étranger en 1995. Statistiques 1993-1994: 36 minutes de jeu; 16,9 points; 3 rebonds; 6 passes décisives en 36 minutes. Statistiques en 1994-1995: 22,9 points; 3,9 rebonds; 5,8 passes décisives en 37 minutes. | David Rivers : David Rivers, ancien back-up de Magic Johnson aux Los Angeles Lakers s’envole pour l’Europe en 1993. Direction Antibes pour deux saisons, où il est champion de France et MVP étranger en 1995. Statistiques 1993-1994: 36 minutes de jeu; 16,9 points; 3 rebonds; 6 passes décisives en 36 minutes. Statistiques en 1994-1995: 22,9 points; 3,9 rebonds; 5,8 passes décisives en 37 minutes. | David Rivers : David Rivers, ancien back-up de Magic Johnson aux Los Angeles Lakers s’envole pour l’Europe en 1993. Direction Antibes pour deux saisons, où il est champion de France et MVP étranger en 1995. Statistiques 1993-1994: 36 minutes de jeu; 16,9 points; 3 rebonds; 6 passes décisives en 36 minutes. Statistiques en 1994-1995: 22,9 points; 3,9 rebonds; 5,8 passes décisives en 37 minutes. |

## Historique du logo

Logo avant 2005.
Logo de 2005 à 2012.
Logo actuel.

## Centre de formation
Depuis sa création en 1941, le club a formé et intégré de nombreux joueurs dans son équipe première, ainsi que de nombreux joueurs professionnels depuis la création de la Ligue nationale de basket-ball en 1987.[réf. nécessaire]
Les espoirs sont Vice-Champion du  Championnat de France de basket Espoirs Pro B , pour la saison 2024-2025, à la suite d'une défaite contre les Espoirs de la Chorale Roanne Basket sur le score de 69-88 